# Уборки (Буда-Кошелёвский район)
Уборки (бел. Уборкі) — посёлок в Морозовичском сельсовете Буда-Кошелёвского района Гомельской области Белоруссии.

## География

### Расположение
В 7 км на юго-восток от районного центра и железнодорожной станции Буда-Кошелёвская (на линии Жлобин — Гомель), 44 км от Гомеля.

### Гидрография
На востоке мелиоративные каналы.

## Транспортная сеть
Транспортные связи по просёлочной, затем автомобильной дороге Буда-Кошелёво — Уваровичи. Планировка состоит из двух прямолинейных, параллельных между собой улиц, ориентированных с юго-запада на северо-восток и застроенных деревянными домами усадебного типа.

## История
Основан в начале XX века переселенцами с соседних деревень. В 1925 году в Буда-Кошелёвском сельсовете Бобруйского округа. В 1930 году жители посёлка вступили в колхоз. На фронтах Великой Отечественной войны погиб 21 житель. В 1959 году в составе совхоза «Морозовичи» (центр — деревня Морозовичи).

## Население

### Численность
- 2004 год — 32 хозяйства, 51 житель.

### Динамика
- 1925 год — 18 дворов.
- 1959 год — 255 жителей (согласно переписи).
- 2004 год — 32 хозяйства, 51 житель.